# Ján Botík
Ján Botík (Gorna Mitropolija, Bulgária, 1938.) szlovák néprajzkutató, egyetemi oktató, professzor.

## Élete
9 éves korában családja visszaköltözött Csehszlovákiába, Nagyszombatba. Előbb a Comenius Egyetemen szlovák és orosz nyelvet tanult, majd etnológiát végzett. Pozsonyban és Nyitrán oktatott, majd két évtizeden át a Szlovák Tudományos Akadémia Etnológiai Intézetében dolgozott. Később a turócszentmártoni Néprajzi Múzeum igazgatója, majd a pozsonyi Történeti Múzeumban dolgozott.
A Magyar Néprajzi Társaság tiszteletbeli tagja. Kutatási területe a hagyományos család, népi építészet, migrációs folyamatok, etnicitás elméleti kérdései, szlovákiai kisebbségek és a határontúli szlovákság.

## Elismerései
- Ferdinand Martinengo Társaság aranyérme
- 2016 Ondrej Štefanko-díj

## Művei
- 1980 Slováci vo svete 1
- 1988 Hont - Tradície ľudovej kultúry
- 1995 Encyklopédia ľudovej kultúry Slovenska 1-2
- 1998 Ľudová architektúra a urbanizmus vidieckych sídiel na Slovensku
- 1999 Chorvátska národnosť na Slovensku - História, onomastika, národopis
- 2001 Slovenskí Chorváti
- 2001 Obyčajové tradície pri úmrtí a pochovávaní na Slovensku s osobitným zreteľom na etnickú a konfesionálnu mnohotvárnosť
- 2002 Slováci v Argentínskom Chacu
- 2007 Etnická história Slovenska
- 2011 Dolnozemskí Slováci
- 2017 Slováci vo Vojvodine
- 2017 Zmena prostredia ako faktor inovatívnych a diskontuitných trendov v kultúre slovenských kolonistov na Dolnej zemi
- 2019 Slovenská Dolná zem